# San Bartolomeo in Galdo
San Bartolomeo in Galdo ist eine italienische Gemeinde in der Provinz Benevento in der Region Kampanien mit 4314 Einwohnern (Stand 31. Dezember 2023). Sie ist Mitglied der Bergkommune Comunità Montana del Fortore. Sie ist etwa 90 km nordöstlich von Neapel und etwa 35 km nordöstlich von Benevent entfernt.
San Bartolomeo in Galdo grenzt an Alberona (FG), Baselice, Castelvetere in Val Fortore, Foiano di Val Fortore, Roseto Valfortore (FG), San Marco la Catola (FG), Tufara (CB) und Volturara Appula (FG).